# Loi de corrélation des formes
La loi de corrélation des formes est une loi énoncée par Georges Cuvier en 1812. Celle-ci permet de reconstituer l'ensemble du corps d'un animal à partir d'un seul de ses organes.